# Euangelosz (komédiaköltő)
Euangelosz (Kr. e. 3. század?) görög komédiaköltő
Életéről semmit sem tudunk. Az Athénaiosz munkájában fennmaradt rövid töredéke alapján az athéni újkomédia költője lehetett.